# Новая история Белоснежки
«Новая история Белоснежки» (англ. Happily N'Ever After 2: Snow White—Another Bite @ the Apple) — американо-германский полнометражный компьютерный мультфильм, вышедший сразу на DVD, без предварительного показа в кинотеатрах, 24 марта 2009 года.

## Сюжет
Пятак и Мамбо, кабан и кот, как обычно, следят за равновесием добра и зла в сказках в отсутствие волшебника. Однако один раз они опять задевают волшебные весы и вынужденно исправляют новую сказку, на этот раз о Белоснежке.
Одной страной правят король и его добрая жена, у них растёт дочь Белоснежка. Красивой королеве завидует непривлекательная женщина-простолюдинка. Королева часто разъезжает с визитами и старается убедить дочь, что не вся красота видна снаружи, важно быть красивым и внутри. К сожалению, какой-то момент она заболевает и умирает, а король и Белоснежка её оплакивают. Проходит время, и Белоснежка кардинально меняется: она думает только о моде и развлечениях и постоянно проводит время со своими подружками — Пастушкой, Златовлаской и Красной Шапочкой. Король призывает её брать пример с него и с покойной матери, но девочка не слушается и вынуждает его всё время уступать её желаниям. На одном рыцарском турнире Белоснежка влюбляется в юного простолюдина Питера, и тот отвергает её знаки внимания, увидев её несколько презрительное отношение к простому народу. Белоснежка расстраивается и немного задумывается.
Король, решив, что его новая женитьба пойдёт на пользу дочери, начинает подыскивать себе невесту (по его мнению, девочке для хорошего воспитания нужна мать). Та самая некрасивая женщина, которая завидовала королеве прежде, понимает, что это её шанс. Как раз в этот момент весы волшебника случайно приходят в неравновесие, вследствие чего Пятак и Мамбо отправляются в эту сказку. Женщина с помощью Румпельштильцхена и волшебного Зеркала наводит на себя чары и становится копией покойной королевы, назвав себя леди Вейн. Король выбирает её в будущие жёны, несмотря на протесты Белоснежки, а леди Вейн решает избавиться от девочки, которая, как говорит Зеркало, самая красивая на всём белом свете. Иными словами, зависть леди Вейн по отношению к королеве теперь переходит на Белоснежку. Зеркало создаёт «отравленное» колдовством яблоко: съев его, Белоснежка должна рассориться с окружающими. Так и происходит — леди Вейн подстраивает всё таким образом, что за ночь заколдованная Белоснежка успевает нагрубить всем жителям города, не исключая своих подруг, отца и его советника. Ей приходится убежать в лес от разгневанной толпы на следующее утро, когда заклятие теряет свою силу. В то же время Пятак и Мамбо стараются помешать планам леди Вейн.
В лесу Белоснежка поселяется с семью гномами, которые решают научить её добру: она помогает строить домики трём поросятам, укорачивает выросший нос Пиноккио, собирает разбившегося Шалтая-Болтая и совершает другие хорошие поступки. Тем временем Питер, ставший телохранителем леди Вейн, узнаёт, что та обманывает короля, и бросается искать Белоснежку. Обнаружив её у гномов в лесу, он просит её вернуться домой — там она нужна, как никогда. Немного поколебавшись, Белоснежка возвращается в замок, где как раз уже началась свадебная церемония. Присутствующие подтверждают, что Белоснежка стала добрее, а она извиняется перед отцом, говоря, что ему не обязательно жениться, чтобы перевоспитать её. Королю этого достаточно, но леди Вейн не собирается отказываться от своей свадьбы и последующей коронации, поэтому она с помощью Зеркала пытается убить Белоснежку. Питер и король спасают её и отражают удар заклинания обратно в Зеркало. После его уничтожения леди Вейн обретает свой прежний вид и горько плачет. Поняв, что она просто хотела стать красивее, чем была, Белоснежка жалеет её и отдаёт гномам на перевоспитание. Бывшая свадебная церемония превращается в грандиозную вечеринку, где Белоснежка танцует с друзьями, отцом, придворными и простым народом, а Питер меняет своё мнение о ней в лучшую сторону. Пятак и Мамбо с облегчением возвращаются к себе.

## В ролях
- Хелен Нейдуик — Белоснежка
- Келли Брюстер — Король Коль / сэр Питер / Шалтай-Болтай
- Джина Боуз[англ.] — Красная Шапочка / Маленький Бо-Пип
- Дуг Эргольц[англ.] — Гамельнский крысолов / сэр Простачок Саймон / Макдаунер
- Дженни Фан — старушка из ботиночного домика
- Дэвид Лодж[англ.] — Румпельштильцхен
- Синди Робинсон[англ.] — леди Вейн, невеста короля Коля
- Джим Салливан — Мамбо, кот, хранитель сказок
- Кирк Торнтон[англ.] — Пятак, кабан, хранитель сказок